# Bassem Youssef
Bassem Raafat Muhammad Youssef (arabiska: باسم رأفت محمد يوس), född 21 mars 1974, är en egyptisk satiriker. 
Youssef är värd för det egyptiska teveprogrammet El Bernameg (på svenska ungefär ”Programmet”), ett satiriskt nyhetsprogram som sänds av den egyptiska tevekanalen Capital Broadcast Center. Han jämförs i media med den amerikanske komikern Jon Stewart, vars program The Daily Show inspirerade Youssef att börja med teve. År 2013 utsågs han till en av världens 100 mest inflytelserika personligheter på tidskriften Times årliga lista.
Bassem Youssef är utbildad hjärtläkare men började i samband med Arabiska våren göra filmade satiriska inslag som han publicerade på Youtube. Inslagen fick stor spridning och ledde till TV-programmet El Bernameg. Bassem Youssef har blivit arresterad av myndigheterna på grund av programmets politiska ställningstaganden.